# 新富山口站

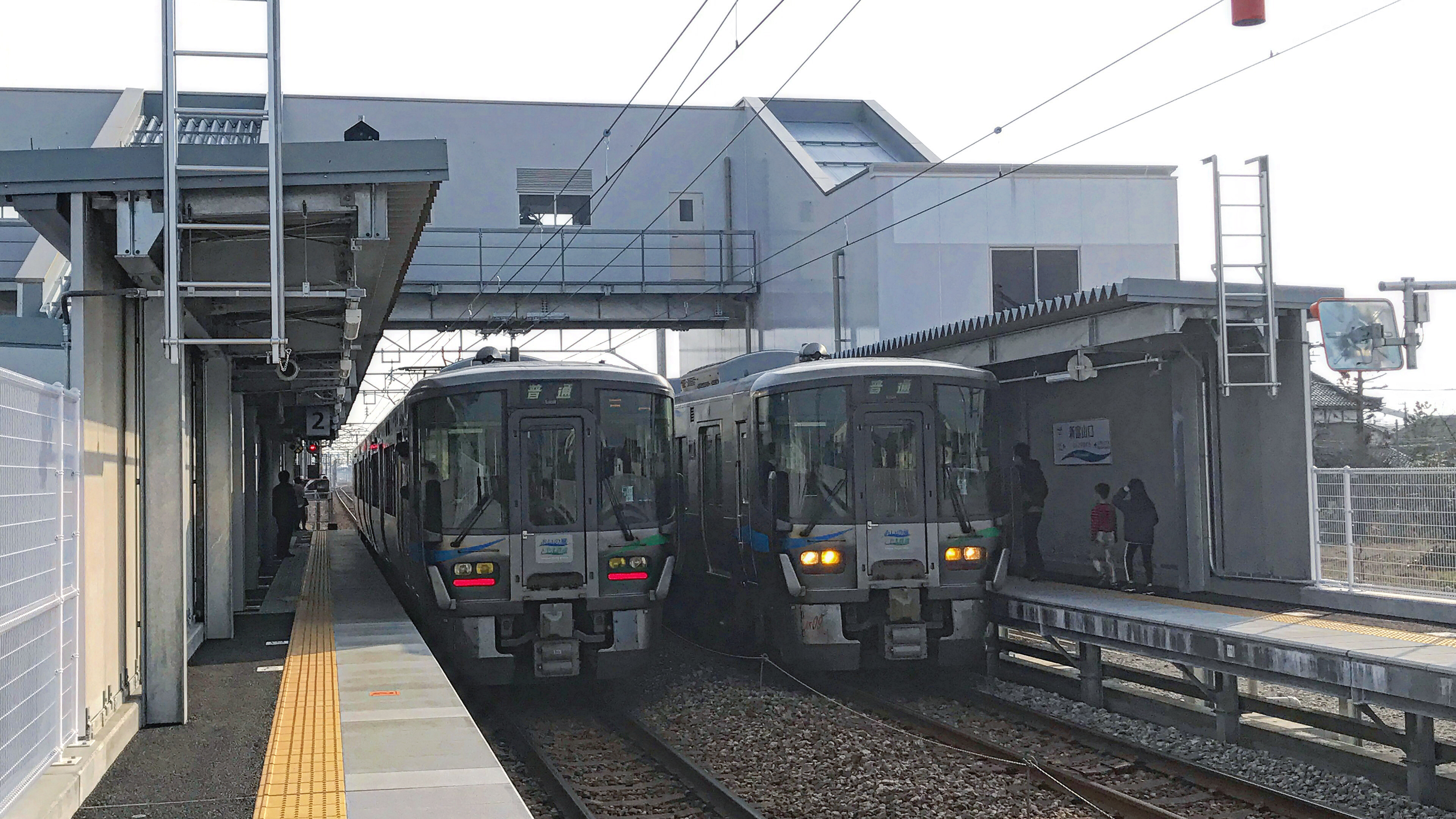
車站月台（2022年3月）

新富山口站（日语：／ Shin-Toyamaguchi eki */?）是隸屬於愛之風富山鐵道的鐵路車站，座落於富山縣富山市，是繼高岡荊波站後，愛之風富山鐵道第二個增設的車站，主要為富山市東邊的住宅區。車站編號為10，採用無人化簡易車站模式運作。

## 概要
車站及附近用地原為JR貨物的「富山操車場」一部份，1988年起該部份用地停止使用，富山市打算把此用地發展為新的社區，並作為富山市中心市街的新玄關口。2020年10月20日至11月18日發起了站名公開召募，最終在787份意見中，選取了得票第三高的「新富山口」為新站名。而首兩名車站名稱提名則為「下冨居」及「新富山」。預料往後一日平均人數可達2,500人。
車站建設總開支為15億4千萬日圓。

## 車站結構
將採用地面車站模式，將設有東口及西口，並以架空行人天橋接駁兩端出口，採用無人車站模式，兩側站房均設有自動售票機、對應IC卡的服務站及出、入閘專用感應器、LED班次顯示屏及自動販賣機。西口剛好靠近下行的1號月台，出站後即可到達地面，但東口需要跨越前往富山貨物站的路軌，因此不論在哪個月台，均需先經過2樓的行人天楀才能到達。因此全部共設有3座升降機，1號月台（連西口）、2號月台及東口各設置1部。

### 月台
設有兩座側式月台，長約85米，可容納最長4輛編成的列車停靠。各月台均設有候車室及儲物室。
| 月台 | 路線              | 方向                                    | 目的地                                  | 備註 |
| ---- | ----------------- | --------------------------------------- | --------------------------------------- | ---- |
| 1    | ■愛之風富山鐵道線 | 下行                                    | 黑部、泊、直通■日本海翡翠線至糸魚川方向 |      |
| 2    | ■愛之風富山鐵道線 | 下行                                    | 黑部、泊、直通■日本海翡翠線至糸魚川方向 |      |
| 上行 | ■愛之風富山鐵道線 | 富山、高岡、直通■IR石川鐵道線至金澤方向 |                                         |      |

## 歷史
- 2014年6月17日：在北陸本線未移交前，負責過渡事宜的並行在來線委員會敲定本站為日後新建車站的其中一個選項[7]。
- 2019年7月10日：國土交通省北陸信越運輸局同意設站[8]。
- 2020年：

- 1月13日：正式動工。
- 10月20日 - 11月18日：舉行公開招募站名。

- 2021年2月17日：決定採用「新富山口站」為站名[1][2][11]。
- 2022年3月12日：開業[12][13]。

## 利用人數
開業首兩年以來，日均使用人數坒與原先預算有頗大差距。
| 乘降人員推算 | 乘降人員推算 | 乘降人員推算 |
| 年度         | 1日平均人數  | 出處         |
| ------------ | ------------ | ------------ |
| 2021         | 175          | [ 統計 2 ]   |
| 2022         | 243          | [ 統計 3 ]   |
| 2023         | 385          | [ 統計 4 ]   |

## 相鄰車站
愛之風富山鐵道
■愛之風富山鐵道線
快速「愛之風liner」
通過
普通
富山（09）－ 富山貨物站 - 新富山口（10） － 東富山（11）

### 統計資料
1. ↑  只計算2022年3月12日至31日的20日客量。
2. ↑  10運輸及び通信 （页面存档备份，存于），第18回 富山市統計書：第126頁。
3. ↑  10運輸及び通信，第19回 富山市統計書：第138頁。
4. ↑  10運輸及び通信 （页面存档备份，存于），第20回 富山市統計書：第138頁。

## 外部連結
- 愛之風富山鐵道新富山口站 （页面存档备份，存于）（日語）
- 《廣報富山》內有關新富山口站的介紹。 （页面存档备份，存于）（日語）